# Fernando León y Castillo
Fernando León y Castillo (ur. 30 listopada 1842 w Telde, zm. 12 marca 1918 w Biarritz) – hiszpański polityk i dyplomata.

## Życiorys
Początkowo uczył się miejscowej szkole a później w Colegio de San Agustín w Las Palmas de Gran Canaria, gdzie jednym z nauczycieli był jego starszy brat Juan León y Castillo, a jednym z kolegów Benito Pérez Galdós.
W latach 1860–1866 studiował prawo w Madrycie. W tym czasie był dziennikarzem kilku gazet, a w 1868 był jednym z założycieli gazety Revista de España.
W 1869 został gubernatorem Granady i Walencji. Później był podsekretarzem w ministerstwie zajmującym się posiadłościami zamorskimi Hiszpanii (Ministerio de Ultramar). W latach 1881–1883 był ministrem do spraw terytoriów zamorskich. W tym czasie zaangażował się w działania na rzecz budowy portu w Las Palmas, który stał się bodźcem do rozwoju Gran Canarii.
W 1883 został wiceprzewodniczącym Kongresu Deputowanych. 
W latach 1886–1887 był ministrem odpowiadającym za sprawy wewnętrzne (Ministerio de Gobernación). 
Od 1887 do 1918 był ambasadorem Hiszpanii we Francji. Brał udział w wypracowaniu Traktatu w Algeciras.
Zmarł we Francji, a jego szczątki przeniesiono w 1928 do katedry w Las Palmas de Gran Canaria.
W 1900 został nagrodzony specjalnie dla niego utworzonym tytułem  markiza Mbini.
Odznaczony odznaczeniami wielu państw, między innymi Orderem Złotego Runa, Legią Honorową, Orderem Gwiazdy Polarnej, Orderem Karola III, Orderem Świętych Maurycego i Łazarza a także honorowym obywatelstwem oraz złotymi kluczami Paryża i honorowymi tytułami innych miast (głównie kanaryjskich).
Do dzisiaj Fernando León y Castillo jest Kanaryjczykiem odznaczonym największa liczbą orderów.
W 1954 dom w którym się urodził przekształcono w muzeum Casa - Museo León y Castillo poświęcone Fernando León y Castillo oraz jego bratu, Juanowi.